# 2020년 춘천 산불
2020년 춘천 산불(2020年春川山-)은 2020년 1월 4일 오후 1시 56분을 전후하여 강원도 춘천시 신북읍 발산리 일원에서 발생된 산불로, 산불 발생 당시 20여 시간 내내 삼림 7ha를 전소시킨 산불이다.

## 발생 원인
산불의 발생 원인이 밝혀지지 아니하고 있던 와중에, 해당 화재가 일어나자 산림 당국은 헬리콥터 4대와 인력 80여 대 등을 투입하였으나, 산세가 워낙 험준한 이유로 진화 작업에 애를 태우고 있는 상태이다. 산림 화재의 발생 원인은 정확히 밝히지 않는 사이 강원도산불방지대책본부와 산림 및 소방 당국 등에 따르면 1월 5일 오전 11시 30분쯤 큰 불길을 모두 잡고, 잔불 정리 작업이 진행된 상태이다. 이에 따라 투입한 산불 진화용 헬리콥터 9대를 화재 현장까지 안전하게 비행하는 것 외에도 공무원 및 진화대 등 진화하기 위해 투입한 인력 510여 명을 배치하였고 춘천시도 해당 남성 공무원 전원을 대거 동원하게 됨에 따라 뒷발 정리, 산불 방어선(최전선) 등을 구축하였고, 벌채에 쌓아 놓은 상태를 가진 나무에 불이 붙게 됨에 따라 진화 작업에 애를 먹은 것으로 드러난다. 강원도산불방지대책본부는 ‘현재까지 7헥타르 가량의 면적을 가진 산림이 피해를 키웠다.’라고 주장하였고, ‘잔불 정리 작업이 완벽히 마무리되면 정확한 산불 원인과 피해 규모를 조사할 예정이다.’라고 밝혔다.

## 같이 보기
- 2019년 부산 산불
- 2019년 강원도 산불
- 2019년 대전 산불
- 양간지풍 - 2019년 강원도 고성군 및 속초시 일대에 산불을 일으키는 주요 원인이 되는 바람